# جک ملور
جک ملور (انگلیسی: Jack Mellor؛ زادهٔ ژوئیه ۱۹۰۶) یک بازیکن فوتبال است.
از باشگاه‌هایی که در آن بازی کرده‌است می‌توان به منچستر یونایتد، کاردیف سیتی، و ویتون آلبیون اشاره کرد.